# NGC 1614
NGC 1614 is een balkspiraalstelsel in het sterrenbeeld Eridanus. Het hemelobject ligt 207 miljoen lichtjaar (63,6 × 106 parsec) van de Aarde verwijderd en werd op 28 december 1885 ontdekt door de Amerikaanse astronoom Lewis A. Swift.

## Synoniemen
- PGC 15538
- MCG -1-12-32
- MK 617
- 2ZW 15
- Arp 186
- IRAS 04315-0840
- Mrk 617
- II Zw 15